# Strelitzia alba
Strelitzia alba, también conocida como ave del paraíso blanca o ave del paraíso del Cabo, es una planta de la familia Strelitziaceae, endémica de Garden Route a lo largo de las regiones costeras más meridionales del distrito de Humansdorp Eastern y el distrito de Knysna en Western Cape en Sudáfrica. Crece en bosques de hoja perenne, desfiladeros y en laderas a lo largo de los ríos.
En la Lista Roja de plantas sudafricanas, se hace referencia a Strelitzia alba como una preocupación menor. Sin embargo, Phakamani Xaba de Kirstenbosch Botanical Gardens visitó las poblaciones silvestres varias veces y llegó a una visión diferente del estado de amenaza.[cita requerida] Los recolectores extraen las semillas y los brotes laterales o plántulas, que son necesarios para la propagación vegetativa.

## Descripción
Esta planta herbácea, perenne, sensible a las heladas, formadora de matas, puede crecer hasta 10 m de altura, con hojas de 2 m por 0,6 m. Como sugiere el nombre específico, las flores son completamente blancas y carecen del color azul que se encuentra en otras especies. Se forma con sus rizomas ramificados densos, cepas horstartige. Las hojas distribuidas en espiral sobre el tronco, en plantas viejas solo en la parte superior de una especie de corona formando hojas, están claramente articuladas en largos pecíolos y limbo foliar. Las láminas de sus hojas, simples, de bordes lisos, alargadas, casi correosas, de color verde brillante a grisáceo, tienen una longitud de hasta 2 metros y una anchura de 40 a 60 centímetros. Las mismas se rompen con facilidad ante los fuertes vientos y el granizo. El tronco liso tiene las cicatrices de las viejas bases de las hojas.
La floración puede tener lugar en cualquier época del año, pero suele ser entre julio y diciembre. Es, como Strelitzia caudata, una simple inflorescencia presente, en contraste con Strelitzia nicolai en la que varias inflorescencias parciales están una encima de la otra. La bráctea en forma de bote de 30 cm de largo encierra de cinco a diez flores que emergen en secuencia. Las flores hermafroditas son zigomorfas y triples. Las tres brácteas son muy diferentes en forma y color en los dos círculos.
La fruta es una cápsula leñosa que se divide en tres lóbulos para revelar semillas esféricas de color marrón oscuro, con un arilo de color amarillo o naranja. Las frutas pueden estar presentes durante todo el año, pero con mayor frecuencia maduran en el verano entre octubre y febrero. Strelitzia alba es la única con un conjunto diferente de 2n = 22 cromosomas que las otras especies de Strelitzia (2n = 14).

## Sistemática
Esta especie fue publicada por primera vez en 1782 con el nombre de Heliconia alba por Carlos Linneo el Joven en Supplementum Plantarum, p. 157
El botánico sueco Thunberg, quien lo colocó en el género Strelitzia como Strelitzia augusta en Nov. Gen. Pl.: 113, basado en una especie que se encuentra en la vecindad del río Piesang en Plettenberg Bay. Francis Masson, quien entonces era el recolector botánico de Kew, lo introdujo en Europa en 1791. Homer Collar Skeels le dio el nombre de "Strelitzia alba" en 1912 en el "Boletín de la Oficina de Industria Vegetal del Departamento de Agricultura de EE. UU.", 248, p. 57. El epíteto específico alba proviene del latín, que significa blanco y se refiere a la floración. En Moore & Hyypio 1970, se discutió la nomenclatura dentro del género Strelitzia. Otro sinónimo de Strelitzia alba Rule & Körn. Strelitzia angusta D.Dietr.
Esta es una de las tres estrelitzias arborescentes, las otras dos son Strelitzia caudata y Strelitzia nicolai.

Morfología
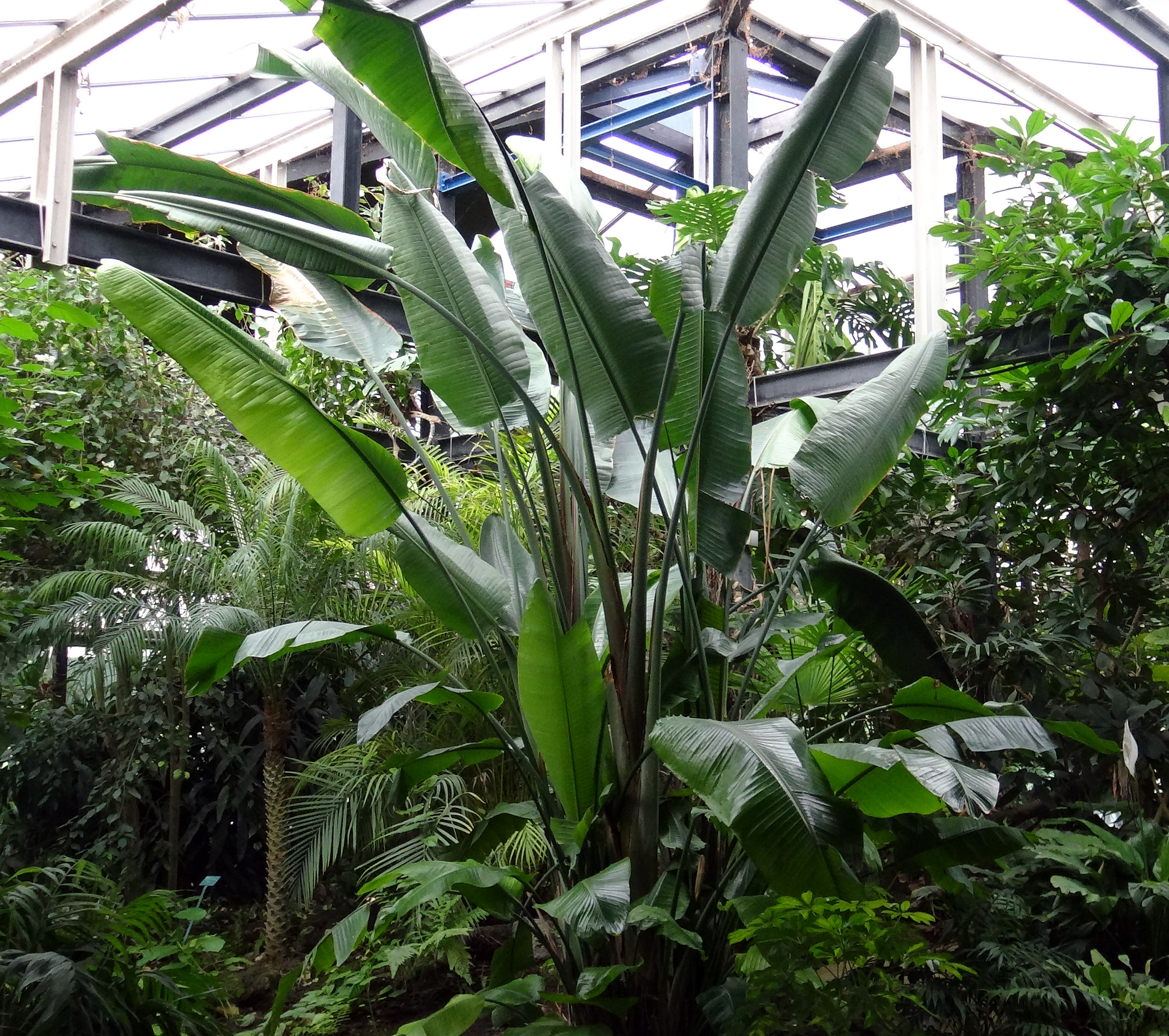
Hábito
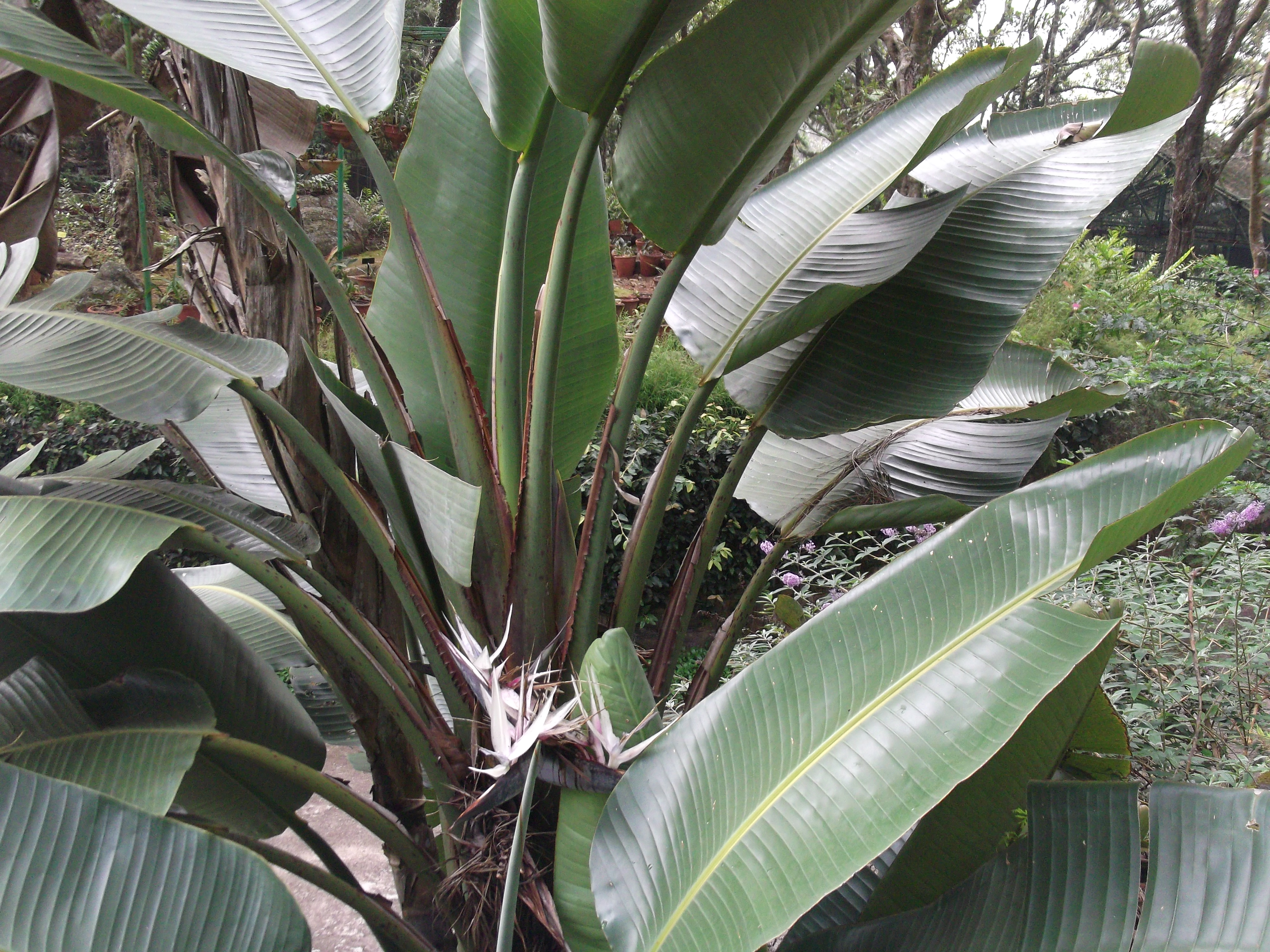
Hojas
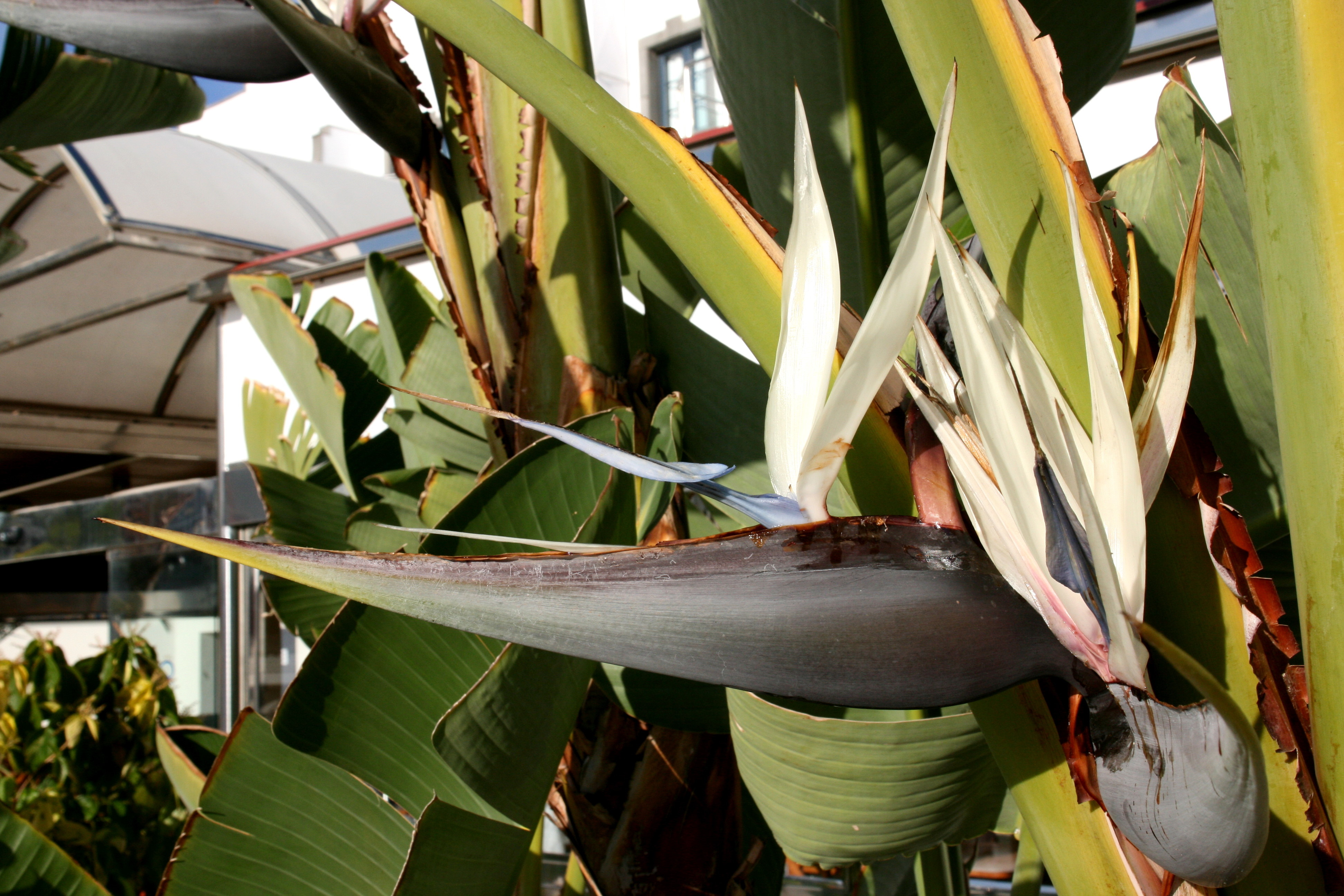
Flores